# Década de 1870 a.C.
Séculos: (Século XX a.C. - Século XIX a.C. - Século XVIII a.C.)
Décadas: 1920 a.C. 1910 a.C. 1900 a.C. 1890 a.C. 1880 a.C. - 1870 a.C. - 1860 a.C. 1850 a.C. 1840 a.C. 1830 a.C. 1820 a.C.
Anos: 1879 a.C. - 1878 a.C. - 1877 a.C. - 1876 a.C. - 1875 a.C. - 1874 a.C. - 1873 a.C. - 1872 a.C. - 1871 a.C. - 1870 a.C.
- 1878 a.C. - Fim do reinado do faraó Sesóstris II
- 1878 a.C. - Início do reinado do faraó Sesóstris III